# Stéphanie Leduc
Pour les articles homonymes, voir Leduc.
Stéphanie Leduc est une auteure de bande dessinée canadienne née le 20 novembre 1979 à Québec.

## Biographie
Stéphanie Leduc est née en 1979 à Québec. Après l'enseignement secondaire, elle suit un cursus de niveau collégial en cinéma d'animation puis s'oriente vers un baccalauréat universitaire en bande dessinée à l'Université du Québec en Outaouais. Elle achève ses études en 2005. Pour son projet de fin d'études, elle présente la trame de ce qui devient, en 2013, Terre sans dieux. L'album est prépublié en noir et blanc dans la revue Nexus3.
En termes d'inspiration, l'auteure déclare s'inspirer du style « cartoon comme Garfield et Bugs Bunny pour le volet jeunesse et du fantasy pour les ados », ainsi que le style des studios Disney.
Elle publie des histoires complètes dans Spirou et Lanfeust Mag. En 2010, la collection Glénat Québec publie le premier tome de la série jeunesse Titi Krapouti & Cie, sur « le livreur le plus maladroit de la ville d'Absurdido ».
En 2013, les éditions Premières Lignes publient le premier volume de la Terre sans dieux, une série de fantasy qui fait l'objet d'un accueil mitigé sur Le Devoir mais positif dans Le Journal de Montréal et d'autres chroniqueurs.
L'imprimeur du Manitoba et les éditeurs se montrant frileux envers son projet de bande dessinée érotique, elle auto-édite en 2015 l'album Dryade, de type « erotic fantasy », sous le nom de Laduchesse. Elle recourt au financement participatif via les Éditions Sandawe et trouve un imprimeur à Montréal. Néanmoins, le personnage principal (mais partiellement censuré) figure au Musée québécois de culture populaire de Trois-Rivières lors de l'exposition « BDQ : l'art de la bande dessinée québécoise ».
En 2014, aux côtés d'autres artistes, elle participe à l'album collectif Un moment d'impatience, au profit de l'association Les Impatients qui soutient « par le biais de l'expression artistique, [les] personnes atteintes de problèmes de santé mentale ».

## Œuvres
- Titi Krapouti & Cie, éd. Glénat, coll. Glénat Québec

1. Les 3 règles, 2010  (ISBN 978-2-923621-11-1)
2. L'Exode des cerveaux, 2012  (ISBN 978-2-923621-31-9)
3. La Réserve étoilée, 2017  (ISBN 978-2-9815102-4-2)

- Terre sans dieux, éd. Premières Lignes

1. L'Éveil du fléau, 2013  (ISBN 978-2-923326-40-5)

- Dryade (sous le pseudonyme La Duchesse)

1. Les Envoûteurs, Éditions Sandawe, 2015  (ISBN 978-2-9815102-0-4), réédition 2022, Éditions Moelle Graphik  (ISBN 978-2-923701-73-8)[11]
2. La Mandragore, Éditions Moelle Graphik, 2022  (ISBN 978-2-9237017-5-2)[11]